# Groovejet (If This Ain’t Love)
„Groovejet (If This Ain’t Love)” – singel włoskiego DJ-a Spillera i brytyjskiej wokalistki Sophie Ellis-Bextor, wydany w 2000 roku nakładem Positiva Records.

## Informacje o piosence
Utwór pierwotnie powstał w wersji instrumentalnej i został zamieszczony na EP-ce Spillera Mighty Miami w 1999 roku. Jest zbudowany z sampli utworu „Love Is You” amerykańskiej piosenkarki Carol Williams. Aby dostosować piosenkę do standardów radiowych, wytwórnia Positiva zaangażowała Sophie Ellis-Bextor, byłą członkinię indierockowego zespołu theaudience, aby napisała tekst i użyczyła wokalu. Przed nagraniami tekst został częściowo przerobiony przez Roba Davisa, który zastąpił linijkę „And so it goes...” na „If this ain't love...”, tworząc jednocześnie podtytuł dla piosenki.
W Wielkiej Brytanii singel został wydany w tym samym tygodniu co „Out of Your Mind” – pierwsza piosenka Victorii Beckham po rozpadzie Spice Girls. Choć początkowo pod względem sprzedaży prowadziła Beckham, to ostatecznie w pierwszym tygodniu sprzedano więcej egzemplarzy „Groovejet”, co zapewniło piosence numer 1 na UK Singles Chart. Singel cieszył się na rynku brytyjskim dużą popularnością i ostateczne uzyskał certyfikat platynowego. Zdobył numer 1 także w Irlandii, Australii i Nowej Zelandii, oraz wszedł do top 10 m.in. w Norwegii, Szwajcarii i Włoszech.

## Lista ścieżek
- Singel CD (UK)[3]

1. „Groovejet (If This Ain’t Love)” (Radio Edit) – 3:47
2. „Groovejet” – 6:18
3. „Groovejet” (Solar's Jet Groove Dub Mix) – 8:18

- Singel CD (Niemcy)[4]

1. „Groovejet (If This Ain’t Love)” (Radio Edit) – 3:41
2. „Groovejet (If This Ain’t Love)” (Original Version) – 6:16
3. „Groovejet (If This Ain’t Love)” (BMR's Club Cut) – 6:57
4. „Groovejet (If This Ain’t Love)” (Spiller's Extended Vocal Mix) – 7:26
5. „Groovejet (If This Ain’t Love)” (Todd Terry's In House Mix) – 6:47
6. „Groovejet (If This Ain’t Love)” (Ray Roc's Trackworks Remix Part II) – 8:10

## Notowania
| Kraj                               | Najwyższa pozycja | Certyfikat          |
| ---------------------------------- | ----------------- | ------------------- |
| Australia (ARIA Charts)            | 1                 | 2 × platynowa płyta |
| Austria                            | 16                |                     |
| Belgia (Ultratop Walonia)          | 13                |                     |
| Finlandia                          | 6                 |                     |
| Francja (SNEP)                     | 17                |                     |
| Holandia (MegaCharts)              | 13                |                     |
| Irlandia (IRMA)                    | 1                 |                     |
| Niemcy                             | 14                |                     |
| Norwegia (VG-lista)                | 4                 |                     |
| Nowa Zelandia (RIANZ)              | 9                 | platynowa płyta     |
| Szwajcaria                         | 5                 |                     |
| Szwecja (Sverigetopplistan)        | 28                |                     |
| Wielka Brytania (UK Singles Chart) | 1                 | platynowa płyta     |
| Włochy                             | 9                 |                     |